# Село имени Баубека Батыра
Имени Баубека Батыра (каз. Баубек Батыр ат. ан., до 199? г. — Кызылту) — упразднённое село в Жаксынском районе Акмолинской области Казахстана. Входило в состав Ишимского сельского округа. Исключено из учетных данных в 2006 году.

## Население
В 1999 году население села составляло 108 человек (54 мужчины и 54 женщины).